# Samarahan (bahagian)
Samarahan is een deelgebied (bahagian) van de deelstaat Sarawak op Borneo in Maleisië.
Het heeft een oppervlakte van 4967 km² en een inwonersaantal van circa 204.900.

## Bestuurlijke indeling
De bahagian Samarahan is onderverdeeld in vier districten (daerah):
- Asajaya
- Samarahan
- Serian
- Simunjan

Betong · Bintulu · Kapit · Kuching · Limbang · Miri · Mukah · Samarahan · Sarikei · Sibu · Sri Aman